# Wierzba amerykańska

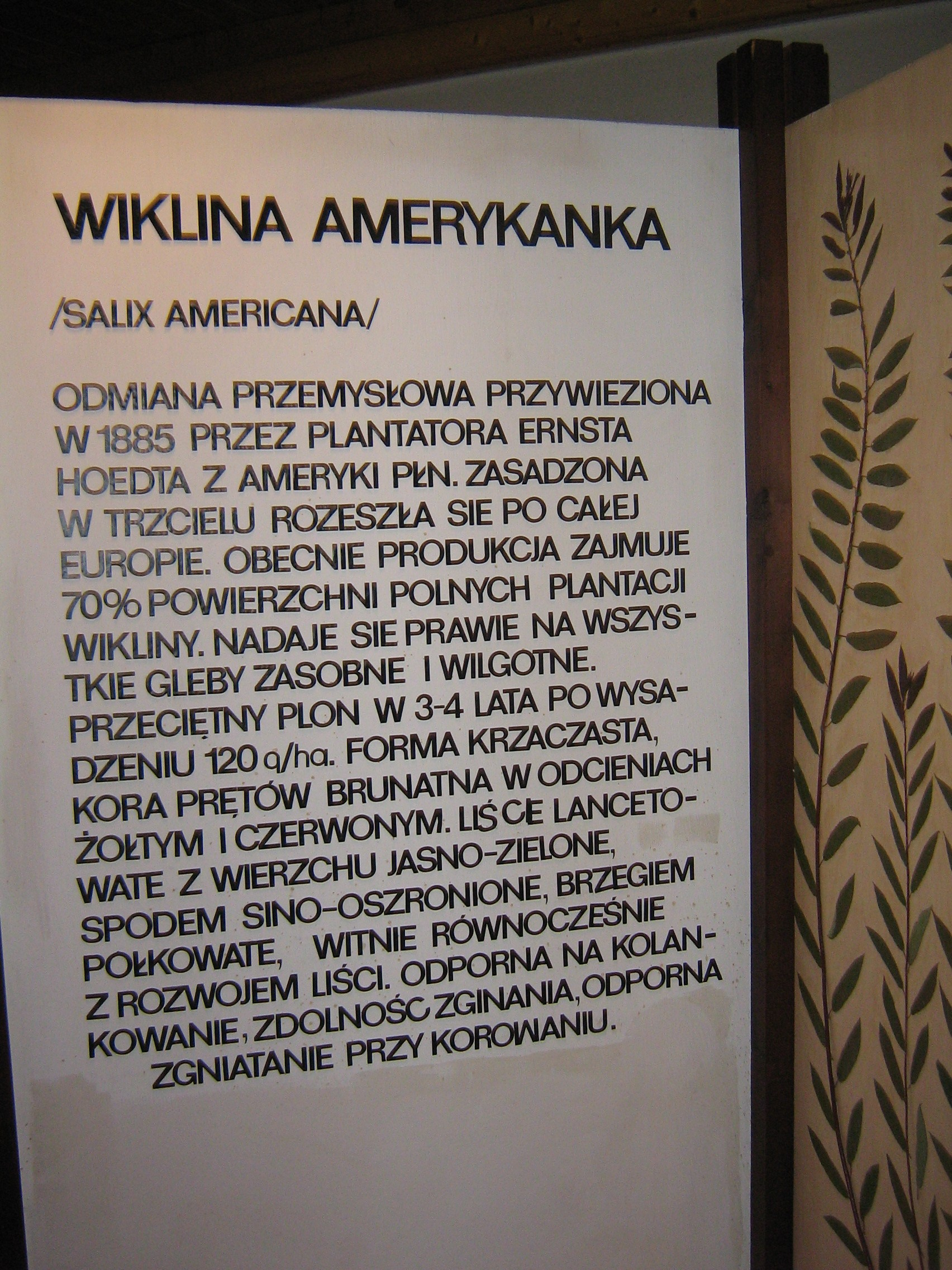
Tablica informacyjna w Muzeum Wikliniarstwa i Chmielarstwa w Nowym Tomyślu

Wierzba amerykańska, Amerykanka – przemysłowa odmiana wikliny sprowadzona w 1885 roku przez niemieckiego mistrza koszykarskiego Ernsta Hoedta z Ameryki Północnej do Wielkopolski. Hoedt wykorzystując przywiezione z Ameryki sadzonki założył w okolicach rodzinnego Trzciela plantację i tak powstała „trzcielska amerykanka”. Odmiana znakomicie przyjęła się w wielkopolskim klimacie i stamtąd rozprzestrzeniła się na ziemiach polskich, a następnie w Europie. Wyróżnia się zwartym i dorodnym drewnem o stosunkowo małym rdzeniu, jest odpowiednio giętka. Nadaje się do uprawy na wszystkich glebach zasobnych i wilgotnych. Obecnie ta odmiana zajmuje 70% powierzchni wszystkich upraw wikliny.
W wikliniarstwie polskim odmiana ta tradycyjnie podnoszona była do rangi samodzielnego gatunku i nazywana Salix americana Hoedt, jednak nie jest on rejestrowany w taksonomicznych bazach danych. Pod nazwą Salix americana opisana została w 1858 roku wierzba rosnąca w rejonie Alaski, której uznaną nazwą jest Salix barrattiana Hook.